# 岡谷鋼機
岡谷鋼機株式会社（おかやこうき、英: OKAYA & CO., LTD.）は、鉄鋼、機械などを扱う独立系商社である。名古屋証券取引所プレミア市場単独上場銘柄である。

## 概要
旧加納藩士であった初代岡谷總助宗治が主君・戸田光重の死去に伴い武士を廃業し町人となり、1669年（寛文9年）、尾張藩の鉄砲町にて「笹屋」を創業した。当時は農具（鋤、鍬、草鎌）、工匠具（釘、錐、小刀、斧、鋸、金槌）、家庭用品（剃刀、鋏、鏡）、刀剣類などを扱っていた。
現在では鉄鋼、情報・電機、産業資材、生活産業の4分野を中心に事業展開を行なっており、グループは連結子会社75社、持分法適用非連結子会社6社、持分法適用関連会社14社の計95社（2023年2月28日現在）で構成されている。
2004年（平成16年）より伝統企業の国際組織である「エノキアン協会」の会員である。

## 沿革
- 1669年（寛文9年） - 名古屋の鉄砲町（現在の本社所在地）において金物商笹屋を創業[4]。
- 1937年（昭和12年） - 株式会社岡谷商店を設立[4]。
- 1943年（昭和18年） - 社名を岡谷鋼機株式会社に変更[4]。
- 1964年（昭和39年） - 米国岡谷鋼機株式会社を設立[4]。
- 1972年（昭和47年） - 中国国際貿易促進委員会より「友好商社」の認定を受ける[4]。
- 1973年（昭和48年） - ヨーロッパ岡谷鋼機有限会社を設立。
- 1974年（昭和49年） - タイ王国にサイヤム スリヤ株式会社を設立[4]。
- 1977年（昭和52年） - オーストラリア岡谷鋼機株式会社を設立。
- 1982年（昭和57年） - シンガポール岡谷鋼機株式会社を設立[4]。
- 1983年（昭和58年） - 香港岡谷鋼機株式会社を設立[4]。
- 1985年（昭和60年） - タイ王国にサイヤム スチール サービス センターを設立。
- 1989年（平成元年） - 台湾岡谷鋼機株式会社を設立。
- 1995年（平成7年） - 名古屋証券取引所市場第2部に上場[4]。
- 1997年（平成9年） - 名古屋証券取引所市場第1部に上場[4]。
- 2000年（平成12年）
  - 環境ISO 14001の認証を取得[4]。
  - 上海岡谷鋼機有限公司を設立[4]。
- 2001年（平成13年） - フィリピンにマニラ支店（のちにマニラ駐在員事務所と改称）を開設[4]。
- 2002年（平成14年） - 韓国岡谷鋼機株式会社を設立[4]。
- 2003年（平成15年） - 経営不振に陥っていたジャスダック上場の機械工具卸株式会社NaITO を子会社化。
- 2004年（平成16年） - ISO 9001の認証を取得[4]。
- 2005年（平成17年）
  - 広州岡谷鋼機貿易有限公司、天津岡谷鋼機有限公司を設立[4]。
  - ベトナムにホーチミン駐在員事務所を開設[4]。
- 2006年（平成18年）
  - 中国に岡谷鋼機（北京）貿易有限公司を設立[4]。
  - ポーランド トーカイ オカヤ マニュファクチュアリング有限会社を設立[4]。
- 2007年（平成19年）
  - タイ岡谷鋼機株式会社を設立[4]。
  - 岡谷鋼機北海道株式会社を設立[4]。
  - メキシコにメックス オカヤ ティー エヌ有限会社を設立[4]。
  - インド岡谷鋼機株式会社を設立[4]。
- 2008年（平成20年）- 岡谷鋼機九州株式会社を設立[4]。
- 2010年（平成22年） - エレクトロニクス専門商社である六合エレメック株式会社を子会社化[4]。
- 2012年（平成24年） - ブラジル岡谷鋼機株式会社を設立[4]。
- 2014年（平成26年） - 鶏肉加工品等の販売を行うニシフミート株式会社を子会社化[5]。
- 2021年（令和3年）
  - クレーンの設計・製造を手掛ける菱栄工機株式会社を子会社化[6]。
  - 旭精機工業株式会社との資本業務提携契約を締結[7]。
- 2023年（令和5年） - 非鉄金属専門商社である光洋マテリカ株式会社の株式を追加取得し、子会社化[8]。
- 2024年（令和6年）
  - 2月19日 - 名古屋市より名古屋市公会堂の命名権を取得し、2024年4月1日から2029年3月31日までの5年間「岡谷鋼機名古屋公会堂」の愛称とする[9]。
  - 8月1日 - 桑名金属工業株式会社を子会社化[10]。

## 国内事業所

### 本社・本店
- 本社・名古屋本店 : 名古屋市中区栄2丁目4-18[11]
- 東京本店 : 東京都千代田区丸の内1丁目9-1丸の内中央ビル[11]
- 大阪店 : 大阪市西区新町1丁目27-5四ツ橋クリスタルビル[11]

### 支店
- 北海道支店 : 苫小牧市字勇払266-7[11]
- 東北支店 : 仙台市青葉区大町1丁目2-1[11]
- 日立営業所 : 茨城県日立市幸町1丁目22-2[11]
- 小山営業所 : 栃木県小山市駅東通り2丁目37-3
- 君津出張所 : 千葉県木更津市築地1-1[11]
- 新潟支店 : 新潟市中央区東大通1丁目2-23[11]
- 松本出張所 : 長野県松本市深志1丁目1-2
- 北陸支店 : 富山県富山市安住町2-14[11]
- 静岡支店 : 静岡県静岡市駿河区南町18-1[11]
- 浜松支店 : 静岡県浜松市中央区板屋町111-2[11]
- 豊田本部豊田支店 : 愛知県豊田市東新町6-33[11]
- 豊田本部刈谷支店 : 愛知県刈谷市原崎町4丁目207-2[11]
- 豊田本部安城支店 : 愛知県安城市小川町南門原36-1[11]
- 三河物流センター : 愛知県西尾市法光寺町西山23-1[11]
- 田原出張所 : 愛知県田原市緑が浜4丁目1-42[11]
- 東海出張所 : 愛知県東海市東海町1丁目1-1[11]
- 滋賀営業所 : 滋賀県草津市若竹町1-40
- 神戸出張所 : 兵庫県明石市樽屋町8-34[11]
- 広畑出張所 : 兵庫県姫路市広畑区正門通4丁目9-6[11]
- 中国支店 : 広島県広島市中区中町7-22[11]
- 福山出張所 : 広島県福山市鋼管町1[11]
- 東広島営業所 : 広島県東広島市西条栄町10-30[11]
- 九州支店 : 福岡市中央区天神4丁目1-1[11]
- 八幡営業所 : 北九州市戸畑区大字中原先の浜46-51[11]
- 大分出張所 : 大分県大分市原川3丁目1-30[11]

## 海外事業所

### 北米・中南米
- 米国岡谷鋼機本社 [OKAYA (U.S.A.) , INC.]
  - シカゴ支店
  - ヒューストン支店
  - レキシントン支店
  - ウエスト バージニア駐在員事務所
  - ハンツビル事務所
  - ローリー ダーラム事務所
  - ノックスビル事務所
  - サンアントニオ事務所
  - サンディエゴ支店
  - ロサンゼルス駐在員事務所
- カナダ岡谷鋼機本社 [OKAYA (CANADA) CO., LTD.]
  - ケンブリッジ支店
- メキシコ岡谷鋼機本社
- ブラジル岡谷鋼機本社

### ヨーロッパ
- 欧州岡谷鋼機
  - ドイツ本社 [OKAYA EUROPE GMBH.]
  - チェコ支店
  - オランダ支店
  - イスラエル事務所

### 中東・南アジア・東南アジア・オセアニア
- アラブ中東駐在員事務所 [OKAYA & CO., LTD., MIDDLE EAST REPRESENTATIVE OFFICE]
- インド岡谷鋼機本社 [OKAYA & CO. INDIA PVT. LTD.]
  - バンガロール支店
  - アメーダバード支店
  - チェンナイ支店
- タイ岡谷鋼機本社 [OKAYA (THAILAND) CO., LTD.]
  - サイアム スリヤ [SIAM SURIYA CO., LTD.]
  - バンナ支店
- シンガポール岡谷鋼機本社 [OKAYA SINGAPORE PTE. LTD.]
- マレーシア岡谷鋼機本社
- ベトナム岡谷鋼機本社
  - ホーチミン駐在員事務所 [OKAYA & CO., LTD., HO CHI MINH REPRESENTATIVE OFFICE]
  - ハノイ事務所
- インドネシア岡谷鋼機本社
  - デルタマス事務所
  - スラバヤ事務所
- ヤンゴン駐在員事務所 [OKAYA & CO., LTD., YANGON REPRESENTATIVE OFFICE]
- 豪州岡谷鋼機本社 [OKAYA AUSTRALIA PTY. LTD.]
  - メルボルン支店

### 東アジア
中国
- 広州岡谷鋼機貿易 [OKAYA (GUANGZHOU) CO., LTD.]
  - 武漢支店
  - 深圳事務所 [SHENZHEN OFFICE]
- 北京岡谷鋼機貿易 [OKAYA (BEIJING) CO.,LTD.]
  - 大連支店 [DALIAN BRANCH OFFICE]
  - 天津支店 [OKAYA (TIANJIN) CO.,LTD.]
  - 長春事務所
- 上海岡谷鋼機本社 [OKAYA (SHANGHAI) CO., LTD.]
  - 南京支店 [NANJING BRANCH OFFICE]
  - 重慶支店 [CHONGQING BRANCH OFFICE]
  - 蘇州支店
  - 寧波事務所

台湾
- 台湾岡谷鋼機本社 [OKAYA (TAIWAN) CO., LTD.]

香港
- 香港岡谷鋼機本社 [OKAYA INTERNATIONAL (H.K.) LTD.]

韓国
- 韓国岡谷鋼機本社 [OKAYA (KOREA) CO., LTD.]
  - 釜山支店

## 関係会社
- 岡谷鋼機北海道株式会社[12]
- 岡谷エコ・アソート株式会社[12]
- 岡谷岩井北海道株式会社[12]
- 東北岡谷鋼機株式会社[12]
- 株式会社新池田[12]
- 株式会社NaITO[12]
- 岡谷マート株式会社[12]
- 岡谷建材株式会社[12]
- 株式会社新金谷[12]
- ニシフミート株式会社[12]
- 岡谷エレクトロニクス株式会社[12]
- 岡谷精立工業株式会社[12]
- 岡谷トレードサービス株式会社[12]
- 株式会社常陸スチールセンター[12]
- 株式会社鶴見工材センター[12]
- テツソー物流株式会社[12]
- 東海プレス工業株式会社[12]
- 中部合成樹脂工業株式会社[12]
- 岡谷物流株式会社[12]
- 六合エレメック株式会社[12]
- 六合システム電子工業株式会社[12]
- 六合サービステクノ株式会社[12]
- 岡谷スチール株式会社[12]
- 株式会社岡谷特殊鋼センター[12]
- 岡谷機電株式会社[12]
- 東海岡谷機材株式会社[12]
- 岡谷ホームズ株式会社[12]
- 岡谷機販株式会社[12]
- 岡谷薄板販売株式会社[12]
- 岡谷システム株式会社[12]
- ミワ鋼材株式会社
- 服部鋼運株式会社[12]
- 岡谷サービス株式会社[12]
- 静岡中部合成株式会社[12]
- 岡谷ビルディング管理株式会社[12]
- 岡谷コンサルタント株式会社[12]
- 中越精密工業株式会社[12]
- 株式会社空見スチールサービス[12]
- エイチオーエンジニアリング株式会社[12]
- 岩井岡谷マシナリー株式会社[12]
- 株式会社新タニガキ[12]
- 奥田金属株式会社[12]
- 岡谷鋼機九州株式会社[12]

## 社会貢献活動
名古屋三大祭のひとつ「若宮祭」に、江戸時代から深く関わっており、当時、尾張城下を練り歩く祭の行列に店先を休憩所として提供していた。これにならって現在も、毎年本社の一階エントランスを休憩所として提供し、地域との交流の場としている。
また、社員による清掃活動や募金活動なども行われている。2011年（平成23年）に台風12号で被災した三重県南牟婁郡紀宝町浅里で災害ボランティアを行ったことをきっかけに同地区の飛雪の滝百姓塾と「農山村活性化の取組に関する協定」を2015年（平成27年）に締結、新入社員による田植えの手伝いや稲刈りを行い、収穫した米の一部を買い取って社員食堂や従業員寮で提供する取り組みも行っている。